# Barry White's Greatest Hits
Barry White's Greatest Hits  è una raccolta dei successi del cantante statunitense Barry White, pubblicato nel 1975 dalla Casablanca Records.

## Tracce
1. What Am I Gonna Do With You (White) - 3:31
2. You're the First, the Last, My Everything (Radcliffe, Sepe, White) - 4:33
3. Can't Get Enough of Your Love, Babe (White) - 4:29
4. Honey Please, Can't Ya See (White) - 3:11
5. Love Serenade (White) - 7:03
6. Never, Never Gonna Give You Up (White) - 4:47
7. I'm Gonna Love You Just a Little More, Baby (White) - 4:10
8. I've Found Someone (White) - 3:38
9. I've Got So Much to Give (White) - 3:06
10. Standing in the Shadows of Love (Dozier, Holland, Holland) - 5:21